# Marvin Pattillo
Marvin Leon „Achyutan“ Pattillo (* 1936 oder 1937) ist ein US-amerikanischer Jazzmusiker (Schlagzeug, Perkussion).

## Leben und Wirken
Pattillo wuchs in Kansas City auf; mit 13 Jahren trat er der Musikergewerkschaft Local 627 bei (die afroamerikanischen Musikern vorbehalten war), nachdem er die Möglichkeit zu einem Auftritt im Orchid Room (Ecke 12th und Vine Street) bekommen hatte – seine Band trat sonntagabends auf, als der Veranstaltungsort keinen Alkohol verkaufte, damit dort auch Jugendliche spielen konnten. Als er älter wurde, spielte Pattillo in Frank Smiths Kansas City-Trio und tourte mit dem texanischen Bluesmusiker Eddie „Cleanhead“ Vinson. Im Club Johnny Baker’s in der Troost Avenue spielte er mit Jay McShann. 
Im September 1964 war Pattillo in New York als Perkussionist an Aufnahmen des Pharoah Sanders Quintet (mit Jane Getz) für ESP-Disk beteiligt (Pahraoah's First); 1966 gehörte er dem Sonny Simmons Quintett an, mit dem das Album Staying on the Watch (mit Barbara Donald, John Hicks und Teddy Smith) entstand. In späteren Jahren lebte er in Oakland, Kalifornien, wo er bis in die 2010er-Jahre weiterhin auftrat, und nahm fortan den Namen Achyutan Pattillo an, mit dem er noch bei Aufnahmen des Leon Williams/Dave Prieto Quartet von 1994 verzeichnet ist.